# Antonín Ausobský
Antonín Ausobský (13. června 1885 Písek – 13. června 1957 Praha) byl český architekt a vysokoškolský pedagog. Většinu svých budov navrhl ve dvacátých a třicátých letech 20. století. Výrazně se zasadil o podobu tehdy vznikajících čtvrtí Litomyšli a podílel se na novodobé podobě pražských Střešovic. V letech 1926, 1929, 1936 a 1945 byl děkanem Vysoké školy architektury a pozemního stavitelství při ČVUT.

## Život
Obor Architektura a pozemní stavitelství absolvoval v Praze roku 1909. Po roční vojenské službě nastoupil jako asistent k Rudolfu Kříženeckému, pozdějšímu rektorovi ČVUT, na Ústav staveb pozemních k účelům zvláštním. Roku 1919 se stal doktorem technických věd, v roce 1921 nastoupil jako mimořádný profesor na ČVUT, od roku 1928 byl řádným profesorem architektonické tvorby a teorie a vývoje architektury. Několikrát (1926, 1929, 1936 a 1945) se stal děkanem Vysoké školy architektury a pozemního stavitelství, kde založil archiv lidové architektury.

## Tvorba

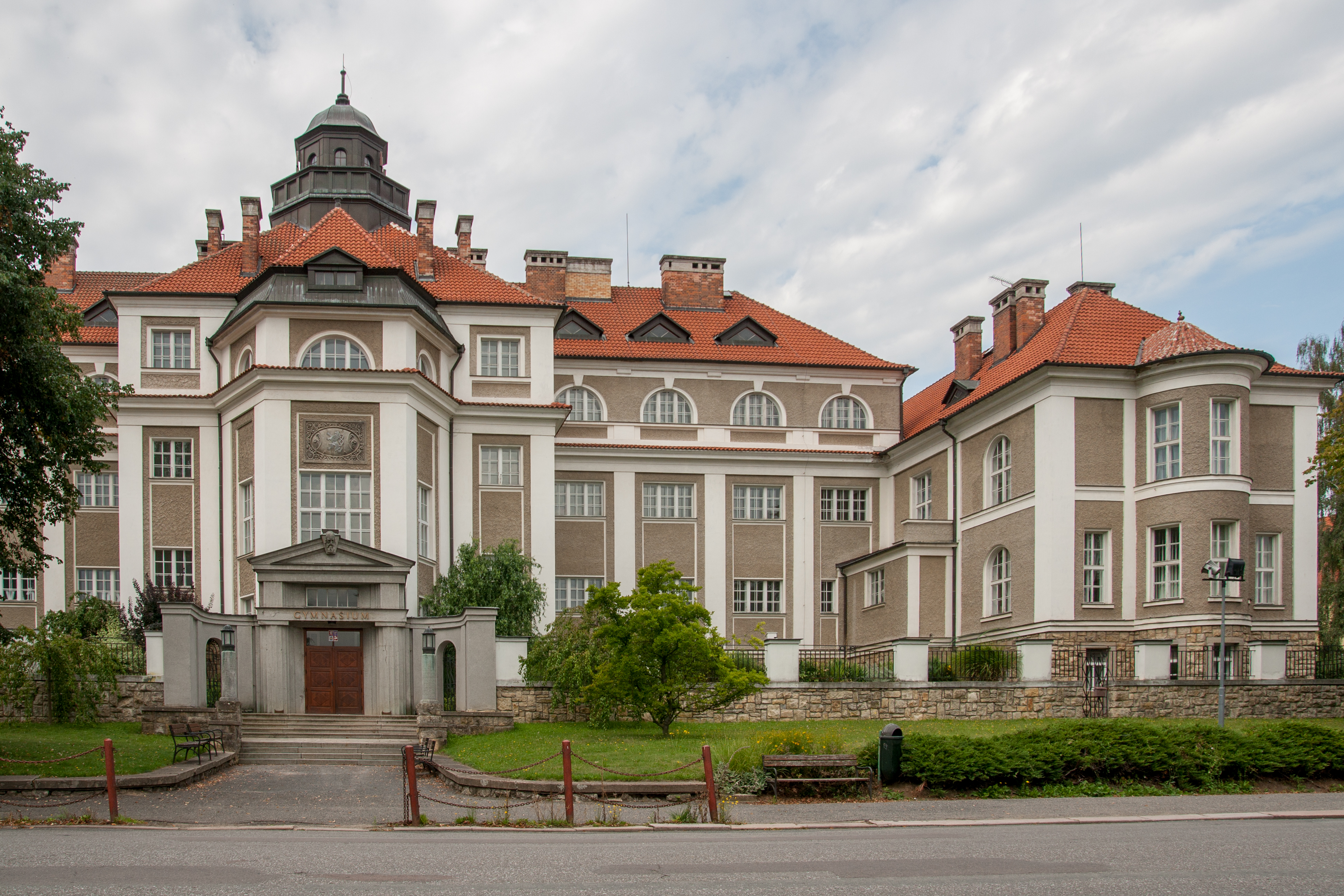
Gymnázium Aloise Jiráska

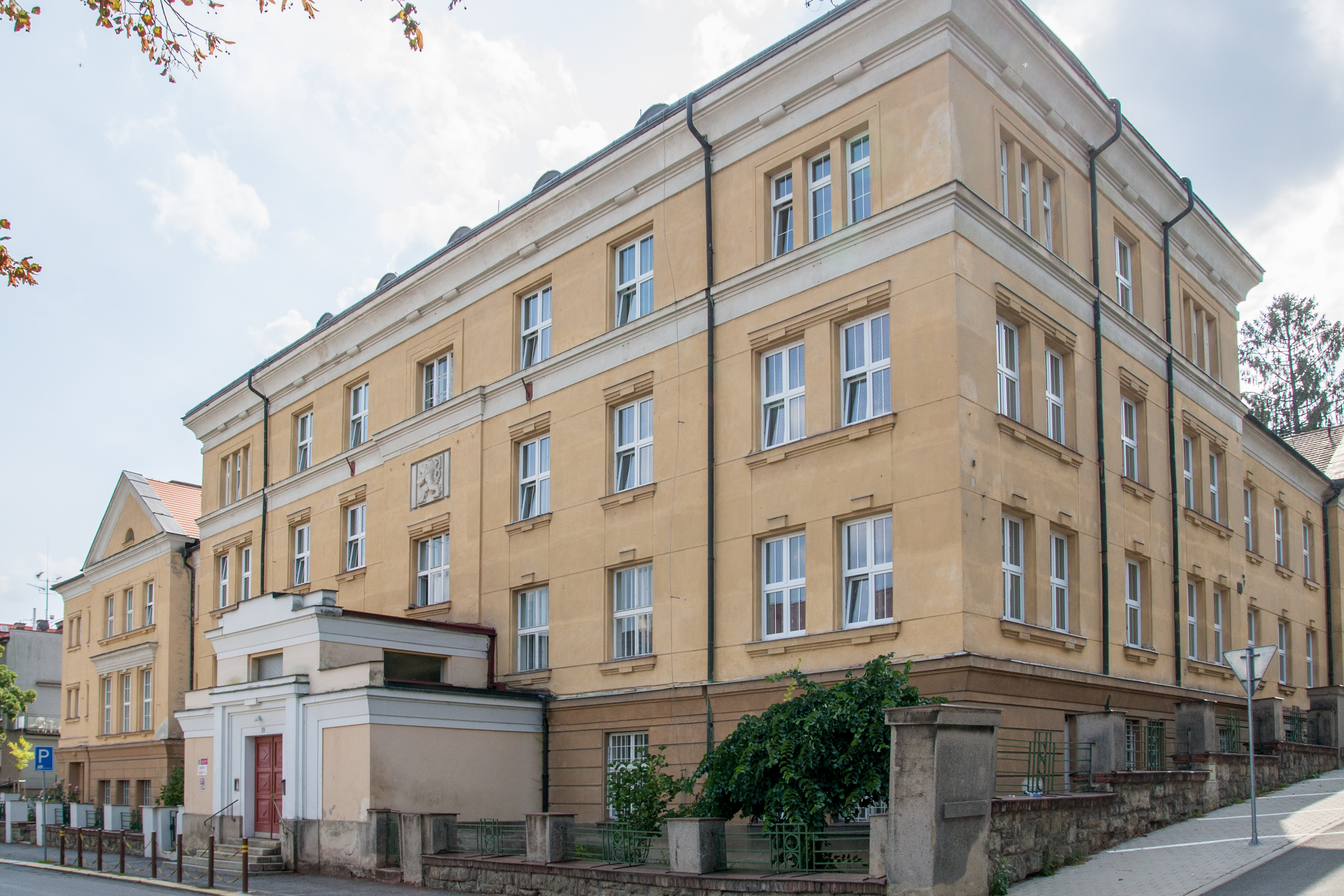
bývalý okresní úřad v Litomyšli

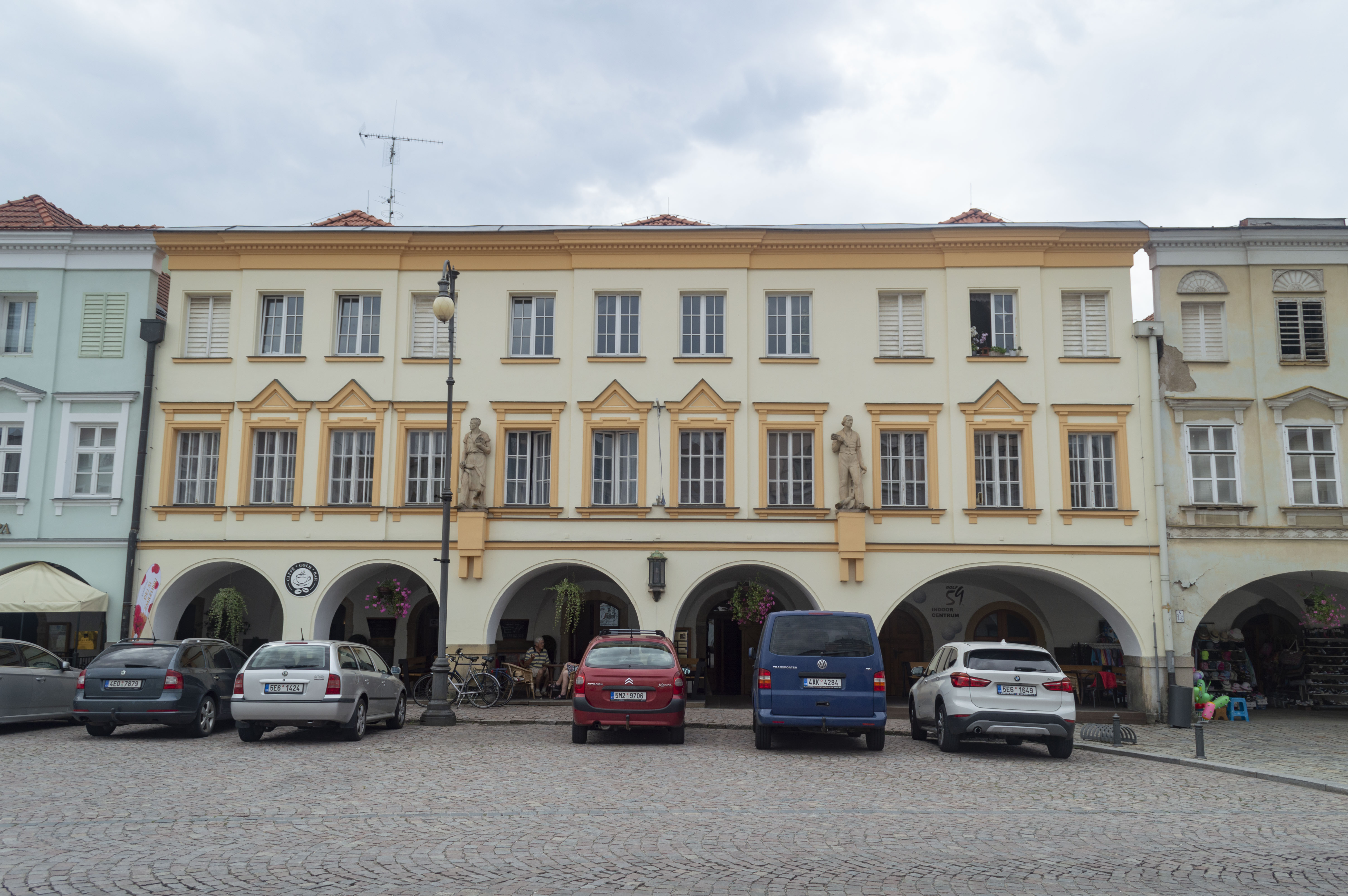
občanská záložna na Smetanově náměstí v Litomyšli

Antonín Ausobský je autorem budovy dnešního Gymnázia Aloise Jiráska, která byla postavena přímo pro gymnázium v letech 1921–1923 v nově vznikající Masarykovy čtvrti v Litomyšli. Stavbu vedl Ferdinand Rudolf. Trojkřídlá budova ve stylu geometrické moderny ovlivněné neoklasicismem. Stavbě dominuje předsazený trojboký rizalit se schodištěm a vstupním portálem neseným polosloupy v konvexně prohnutých zdech členěných pilastry. Nad vstupní částí budovy ční věž s krytým ochozem. Budova má sedlovou zvalbenou střechu, nad tělocvičnou v severozápadní části je střecha mansardová. Od 3. května 1958 je chráněná jako kulturní památka.
V téže ulici vystavěl Václav O. Medek podle Ausobského projektu výrazně členitou administrativní budovu pro potřeby okresního úřadu (T. G. Masaryka 650). Plány vznikly v roce 1924, stavba začala o dva roky později. Nová budova s dvěma byty a 70 kancelářemi byla dokončena v roce 1928. Hlavní fasáda vychází z Ausobského návrhu úpravy průčelí renesančního Olympijského divadla v italské Vicenze, kterou architekt vytvořil v rámci své disertační práce. Po zrušení okresu Litomyšl v roce 1960 budovu převzala Střední odborná škola technická, která ji využívá jako internát.
Roku 1927 vypracoval Ausobský zastavovací plán obytné Husovy čtvrti navazující na tu Masarykovu. Přiblížil se v ní anglické koncepci zahradního města s domy zasazenými v zahradách. Největší stavební rozmach čtvrť prožila v letech 1928–1929, Ausobského vizí se však výstavba inspirovala jen volně. V témže roce Ausobský navrhl i občanskou záložnu na Smetanově náměstí, která se však jeho ostatním pracím vymyká. Šlo o rekonstrukci a sjednocení tří měšťanských domů (čísla 57–59). Architekt zachoval původní podloubí, dalšími historizujícími prvky (článkoví, frontony nad okny) objekt sladil s okolní zástavbou a skrze tři rizality na fasádě evokuje úzkou středověkou parcelaci.
Dalším příkladem Ausobského tvorby v Litomyšli je pomník padlým v první světové válce z roku 1930. Původně stál v místech dnešní křižovatky ulic Na Lánech a Havlíčkova, kvůli přestavbě silničních komunikací jej však město v roce 1959 přesunulo před sokolovnu. Prostor památníku tak v současnosti ohraničují ulice Trstěnická, U Náhonu a Moravská (silnice I/35).
Mimo Litomyšl navrhl Antonín Ausobský budovu poštovního a telegrafního úřadu v Mělníce postavenou roku 1937 (adresa Tyršova 100), která je od roku 1958 kulturní památkou. Dále pak lesní hřbitov v Písku nebo administrativní budovu v Mirovicích na Písecku. Podílel se i na návrhu nové podoby pražské čtvrti Střešovice.